# Son Sang-yeon
Son Sang-yeon (en hangul, 손상연) es un actor surcoreano.

## Carrera
Es miembro de la agencia Awesome Entertainment (어썸이엔티).
El 29 de agosto de 2019 apareció como parte del elenco de la película House of Hummingbird donde interpretó a Dae-hoon, el hermano de Eun-hee (Park Ji-hoo).
El 31 de mayo de 2021 se unió al elenco principal de la serie Racket Boys, donde dio vida a Bang Yoon-dam, un estudiante de tercer año de secundaria y el capitán del equipo de bádminton a quien le gusta ser el centro de atención, hasta el final de la serie.

## Filmografía

### Series de televisión
| Año     | Título                         | Personaje                 | Notas                 | Ref.         |
| ------- | ------------------------------ | ------------------------- | --------------------- | ------------ |
| 2016    | My Fair Lady (Oh My Geum-bi)   | Jae-ha (17 años)          |                       |              |
| 2016    | First Love Again               | Hwang Je-ha               |                       |              |
| 2017    | Super Family                   | Sobrino                   | Invitado              |              |
| 2017    | Chicago Typewriter             | Baek Tae-min (de joven)   |                       |              |
| 2017    | The Happy Loner                | -                         |                       |              |
| 2017    | Suspicious Partner             | Noh Ji-wook (de joven)    |                       |              |
| 2017    | Bad Thief, Good Thief          | Estudiante                |                       |              |
| 2017    | Return of Fortunate Bok        | Estudiante revoltoso      |                       |              |
| 2017    | My Golden Life                 | Estudiante                |                       |              |
| 2017    | Amor revolucionario            | Kwon Jae-hoon (de joven)  |                       |              |
| 2017    | Han Yeo Reum's Memory          | Kim Ji-yong (de joven)    |                       |              |
| 2017-18 | Two Cops                       | Cha Dong-tak (de joven)   |                       |              |
| 2018-19 | Clean with Passion for Now     | Jang Seon-kyul (de joven) |                       |              |
| 2019    | Level Up                       | Kim Hoon                  |                       |              |
| 2020    | Romantic Doctor, Teacher Kim 2 | Kang Ik-joon              | Invitado, 2 episodios |              |
| 2021    | Racket Boys                    | Bang Yoon-dam             |                       | [ 6 ] [ 7 ]  |
| 2022    | Estamos muertos                | Jung Woo-jin              |                       |              |
| 2023    | The Matchmakers                | Lee Si-yeol               |                       | [ 8 ]        |
| 2025    | My Dearest Nemesis             | Baek Soo-bin              |                       | [ 9 ] [ 10 ] |

### Series web
| Año  | Título                | Personaje    | Notas        | Ref.   |
| ---- | --------------------- | ------------ | ------------ | ------ |
| 2019 | Failing in Love       | Kang Pa-rang | 10 episodios | [ 11 ] |
| 2019 | Triple Fling Season 2 | Song Ji-ho   | 8 episodios  |        |
| 2019 | Triple Fling          | Song Ji-ho   | 8 episodios  |        |

### Películas
| Año  | Título                 | Personaje            | Notas         |
| ---- | ---------------------- | -------------------- | ------------- |
| 2017 | A Special Lady         | Gong Myung (10 años) |               |
| 2019 | House of Hummingbird   | Dae-hoon             |               |
| 2019 | The Fault Is Not Yours | Yong-joo             | [ 12 ] [ 13 ] |
| 2024 | Agente cinturón negro  | Lee Yang-ho          |               |

## Premios y nominaciones
| Año  | Premio           | Categoría              | Trabajo     | Resultado | Ref.   |
| ---- | ---------------- | ---------------------- | ----------- | --------- | ------ |
| 2021 | SBS Drama Awards | Mejor actor revelación | Racket Boys | Ganador   | [ 14 ] |